# Walant
Walant est un comité de développement villageois du Népal situé dans le district d'Achham. Au recensement de 2011, il comptait 4 078 habitants.